# Mistrzostwa Europy w Piłce Nożnej Kobiet 2005
Mistrzostwa Europy w Piłce Nożnej Kobiet 2005 (oficjalna nazwa UEFA Women's EURO 2005 lub 2005 UEFA Women's Championship) zostały rozegrane w Anglii w dniach 5-19 czerwca 2005 r. W turnieju finałowym wystartowało 8 drużyn narodowych. Mistrzyniami Europy zostały piłkarki Niemiec, wicemistrzyniami – Norwegii.

## Eliminacje i uczestnicy
- Anglia (gospodarze)
- Dania
- Finlandia
- Francja
- Niemcy
- Norwegia
- Szwecja
- Włochy

## Stadiony
| Miasto     | Stadion                    | Drużyna                | Pojemność na ME 2005 | Mecze                     | Fotografia |
| ---------- | -------------------------- | ---------------------- | -------------------- | ------------------------- | ---------- |
| Blackpool  | Bloomfield Road            | Blackpool F.C.         | 9000                 | 3 mecze grupowe           |            |
| Blackburn  | Ewood Park                 | Blackburn Rovers F.C.  | 31 367               | 2 mecze grupowe, finał    |            |
| Manchester | City of Manchester Stadium | Manchester City F.C.,  | 48 000               | 1 mecz grupowy            |            |
| Preston    | Deepdale                   | Preston North End F.C. | 22 225               | 3 mecze grupowe, półfinał |            |
| Warrington | Halliwell Jones Stadium    | Warrington Wolves      | 14 200               | 3 mecze grupowe, półfinał |            |

## Faza Grupowa

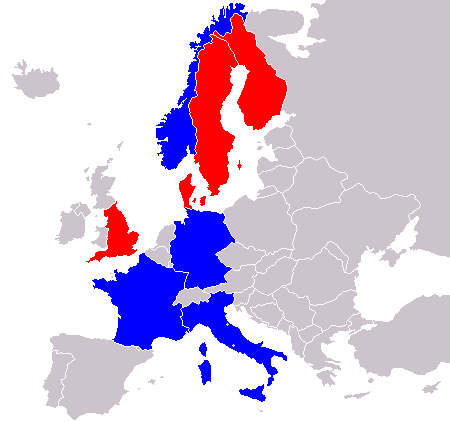
Kraje uczestniczące. Czerwony – Grupa A. Niebieski – Grupa B

### Grupa A
| Zespół    | Pkt | M | W | R | P | Br+ | Br- | +/- |
| --------- | --- | - | - | - | - | --- | --- | --- |
| Szwecja   | 5   | 3 | 1 | 2 | 0 | 2   | 1   | 1   |
| Finlandia | 4   | 3 | 1 | 1 | 1 | 4   | 4   | 0   |
| Dania     | 4   | 3 | 1 | 1 | 1 | 4   | 4   | 0   |
| Anglia    | 3   | 3 | 1 | 0 | 2 | 4   | 5   | -1  |

O awansie Finlandii do fazy pucharowej zadecydował wynik bezpośredniego pojedynku z Danią.
| 5 czerwca 2005 18:00 CET | Szwecja · Ljungberg 21' | 1:1raport | Dania · Rasmussen 29' | Bloomfield Road, Blackpool Widzów: 3,231 Sędzia: Kari Seitz |
|                          |                         |           |                       |                                                             |

| 5 czerwca 2005 20:00 CET | Anglia · Valkonen 18' (sam.) · Barr 40' · Carney 90+1' | 3:22:0raport | Finlandia · Rantanen 56' · Kalmari 88' | City of Manchester Stadium, Manchester Widzów: 29,092 Sędzia: Gyöngyi Gaal |
|                          |                                                        |              |                                        |                                                                            |

| 8 czerwca 2005 19:00 CET | Dania · M. Pedersen 80' · Sørensen 88' | 2:10:0raport | Anglia · Williams 52' (kar.) | Ewood Park, Blackburn Widzów: 14,695 Sędzia: Alexandra Ihringova |
|                          |                                        |              |                              |                                                                  |

| 8 czerwca 2005 21:00 CET | Szwecja | 0:0raport | Finlandia | Bloomfield Road, Blackpool Widzów: 1,491 Sędzia: Dagmar Damkova |
|                          |         |           |           |                                                                 |

| 11 czerwca 2005 19:00 CET | Anglia | 0:1raport | Szwecji · Sjöström 3' | Ewood Park, Blackburn Widzów: 25,694 Sędzia: Nicole Petignat |
|                           |        |           |                       |                                                              |

| 11 czerwca 2005 19:00 CET | Finlandia · Kalmari 6' · Kackur 16' | 2:12:0raport | Dania · Sørensen 45' | Bloomfield Road, Blackpool Widzów: 2,500 Sędzia: Alexandra Ihringová |
|                           |                                     |              |                      |                                                                      |

### Grupa B
| Zespół   | Pkt | M | W | R | P | Br+ | Br- | +/- |
| -------- | --- | - | - | - | - | --- | --- | --- |
| Niemcy   | 9   | 3 | 3 | 0 | 0 | 8   | 0   | 8   |
| Norwegia | 4   | 3 | 1 | 1 | 1 | 6   | 5   | 1   |
| Francja  | 4   | 3 | 1 | 1 | 1 | 4   | 5   | -1  |
| Włochy   | 0   | 3 | 0 | 0 | 3 | 4   | 12  | -8  |

| 6 czerwca 2005 19:00 CET | Niemcy · Pohlers 61' | 1:00:0raport | Norwegia | Halliwell Jones Stadium, Warrington Widzów: 1,600 Sędzia: Elke Lüthi |
|                          |                      |              |          |                                                                      |

| 6 czerwca 2005 21:00 CET | Francja · Lattaf 16' · Pichon 20' 30' | 3:13:0raport | Włochy · Di Filippo 83' | Deepdale, Preston Widzów: 957 Sędzia: Wendy Toms |
|                          |                                       |              |                         |                                                  |

| 9 czerwca 2005 18:15 CET | Niemcy · Prinz 11' · Pohlers 18' · Jones 55' · Mittag 74' | 4:02:0raport | Włochy | Deepdale, Preston Widzów: 1,279 Sędzia: Kari Seitz |
|                          |                                                           |              |        |                                                    |

| 9 czerwca 2005 21:00 CET | Norwegia · Herlovsen 66' | 1:10:1raport | Francja · Mugneret-Béghé 20' | Halliwell Jones Stadium, Warrington Widzów: 3,263 Sędzia: Gyöngyi Gaal |
|                          |                          |              |                              |                                                                        |

| 12 czerwca 2005 16:00 CET | Francja | 0:30:0raport | Niemcy · Grings 72' · Lingor 77' kar.) · Minnert 83' | Halliwell Jones Stadium, Warrington Widzów: 3,835 Sędzia: Floarea Cristina Ionescu |
|                           |         |              |                                                      |                                                                                    |

| 12 czerwca 2005 16:00 CET | Norwegia · Klaveness 7' 57' · Christensen 29' · Gulbrandsen 35' · Mellgren 44' | 5:34:1raport | Włochy · Gabbiadini 8' 53' · Camporese 69' | Deepdale, Preston Widzów: 1,154 Sędzia: Dagmar Damkova |
|                           |                                                                                |              |                                            |                                                        |

## Faza Pucharowa
|  |                        |           |          |                       |   |        |        |       |
|  | Półfinał               | Półfinał  | Półfinał |                       |   | Finał  | Finał  | Finał |
|  | Półfinał               | Półfinał  | Półfinał |                       |   | Finał  | Finał  | Finał |
|  | 15 czerwca, Preston    |           |          |                       |   |        |        |       |
|  |                        |           |          |                       |   |        |        |       |
|  | Niemcy                 | Niemcy    | 4        |                       |   |        |        |       |
|  | Niemcy                 | Niemcy    | 4        | 19 czerwca, Blackburn |   |        |        |       |
|  | Finlandia              | Finlandia | 1        |                       |   |        |        |       |
|  | Finlandia              | Finlandia | 1        |                       |   | Niemcy | Niemcy | 3     |
|  | 16 czerwca, Warrington |           |          |                       |   | Niemcy | Niemcy | 3     |
|  |                        |           | Norwegia | Norwegia              | 1 |        |        |       |
|  | Szwecja                | Szwecja   | Norwegia | Norwegia              | 1 | 2      |        |       |
|  | Szwecja                | Szwecja   |          |                       |   |        |        |       |
|  | Norwegia               | Norwegia  | 3(d)     |                       |   |        |        |       |
|  | Norwegia               | Norwegia  | 3(d)     |                       |   |        |        |       |

### Półfinały
| 15 czerwca 2005 19:30 CET | Niemcy · Grings 3', 12' · Pohlers 8' · Prinz 62' | 4:13:1raport | Finlandia · Mustonen 15' | Deepdale, Preston Widzów: 2,785 Sędzia: Dagmar Damkova |
|                           |                                                  |              |                          |                                                        |

| 16 czerwca 2005 19:30 CET | Norwegia · Gulbrandsen 41', 109' · Herlovsen 65' | 3:2 (d.)1:1, 2:2raport | Szwecja · Ljungberg 43', 89' | Halliwell Jones Stadium, Warrington Widzów: 5,772 Sędzia: Kari Seitz |
|                           |                                                  |                        |                              |                                                                      |

### Finał
| 19 czerwca 2005 19:30 CET | Niemcy · Grings 21' · Lingor 24' · Prinz 63' | 3:1raport | Norwegia · Mellgren 41' | Ewood Park, Blackburn Widzów: 21,105 Sędzia: Alexandra Ihringová |
|                           |                                              |           |                         |                                                                  |

## Klasyfikacja strzelecka

### Indywidualnie
| Zawodniczka         | Bramki | Państwo  |
| ------------------- | ------ | -------- |
| Inka Grings         | 4      | Niemcy   |
| Solveig Gulbrandsen | 3      | Norwegia |
| Hanna Ljungberg     | 3      | Szwecja  |
| Conny Pohlers       | 3      | Niemcy   |
| Birgit Prinz        | 3      | Niemcy   |

### Drużynowo
| Państwo   | Bramki |
| --------- | ------ |
| Niemcy    | 15     |
| Norwegia  | 10     |
| Finlandia | 5      |
| Szwecja   | 4      |
| Anglia    | 4      |
| Dania     | 4      |
| Francja   | 4      |
| Włochy    | 4      |